# Бари Корбин
Леонард „Бари“ Корбин (енгл. Barry Corbin) је амерички глумац, рођен 16. октобра 1940. године, који је остварио више од сто улога у филмовима и телевизијским серијама, а остао је упамћен и по томе што је позајмио глас бројним јунацима рачунарских игара.